# 68-й отдельный морской инженерный полк
68-й отдельный морской инженерный полк (68 омип, в/ч 86863) — тактическое формирование Береговых войск ВМФ Российской Федерации.

## История
История инженерного полка Черноморского флота началась 15 октября 1922 года, когда была сформирована отдельная крепостная инженерная рота Одесского района группы крепостных батарей, которая с началом Великой Отечественной войны принимала участие в обороне Одессы, удерживая рубежи на Тендровской и Кинбургской косах. После передислокации в Севастополь рота привлекалась к оборудованию оборонительных рубежей на подступах к городу. В 1942 году подразделение было переброшено в Новороссийск, где личный состав героически сражался с наступающим противником.
В дальнейшем рота участвовала в освобождении Таманского полуострова, Керчи, Крыма и Севастополя.
В октябре 1944 года рота была переформирована в отдельный инженерный батальон Черноморского флота, на который была возложена задача очистки Севастополя от взрывоопасных предметов.
В послевоенный период специалисты отдельного инженерного батальона занимались строительством и оборудованием мест якорной стоянки кораблей ВМФ в Средиземном море и пунктов базирования в Египте, ЙАР, Эфиопии, Вьетнаме и Сирии.
1 декабря 2014 года на базе отдельного инженерного батальона Черноморского флота сформирован 68-й отдельный морской инженерный полк.

## Задачи
Полк предназначен выполнять весь спектр инженерного обеспечения сил флота:
- фортификационное оборудование рубежей и позиций,
- устройство различных видов заграждений, минирования и разминирования местности и объектов,
- подготовка и содержание маршрутов передвижения сил, в том числе и через водные преграды,
- водоочистка и электроснабжение сил в полевых условиях,
- водолазное обеспечение инженерных работ.

## Состав

### 2017 год
- управление,
- инженерно-сапёрный батальон,
- морской инженерный батальон,
- инженерно-технический батальон,
- водолазный взвод,
- взвод инженерной разведки,
- взвод связи,
- взвод обеспечения,
- ремонтный взвод,
- комендантский взвод,
- медицинский пункт.[2]